# Zara Rutherford
Zara Rutherford (* 5. Juli 2002 in Brüssel) ist eine belgisch-britische Pilotin, die als 19-Jährige vom 18. August 2021 bis zum 20. Januar 2022 eine Solo-Weltumrundung mit einem Ultraleichtflugzeug durchführte. Sie erreichte damit einen Eintrag im Guinness-Buch der Rekorde.

## Leben
Zara Rutherford wurde in Belgiens Hauptstadt Brüssel als Tochter des britischen Piloten Sam Rutherford und der belgischen Anwältin und Pilotin Beatrice De Smet geboren. Sie fing mit 15 Jahren an, für ihren Flugschein zu trainieren.

## Weltumrundung

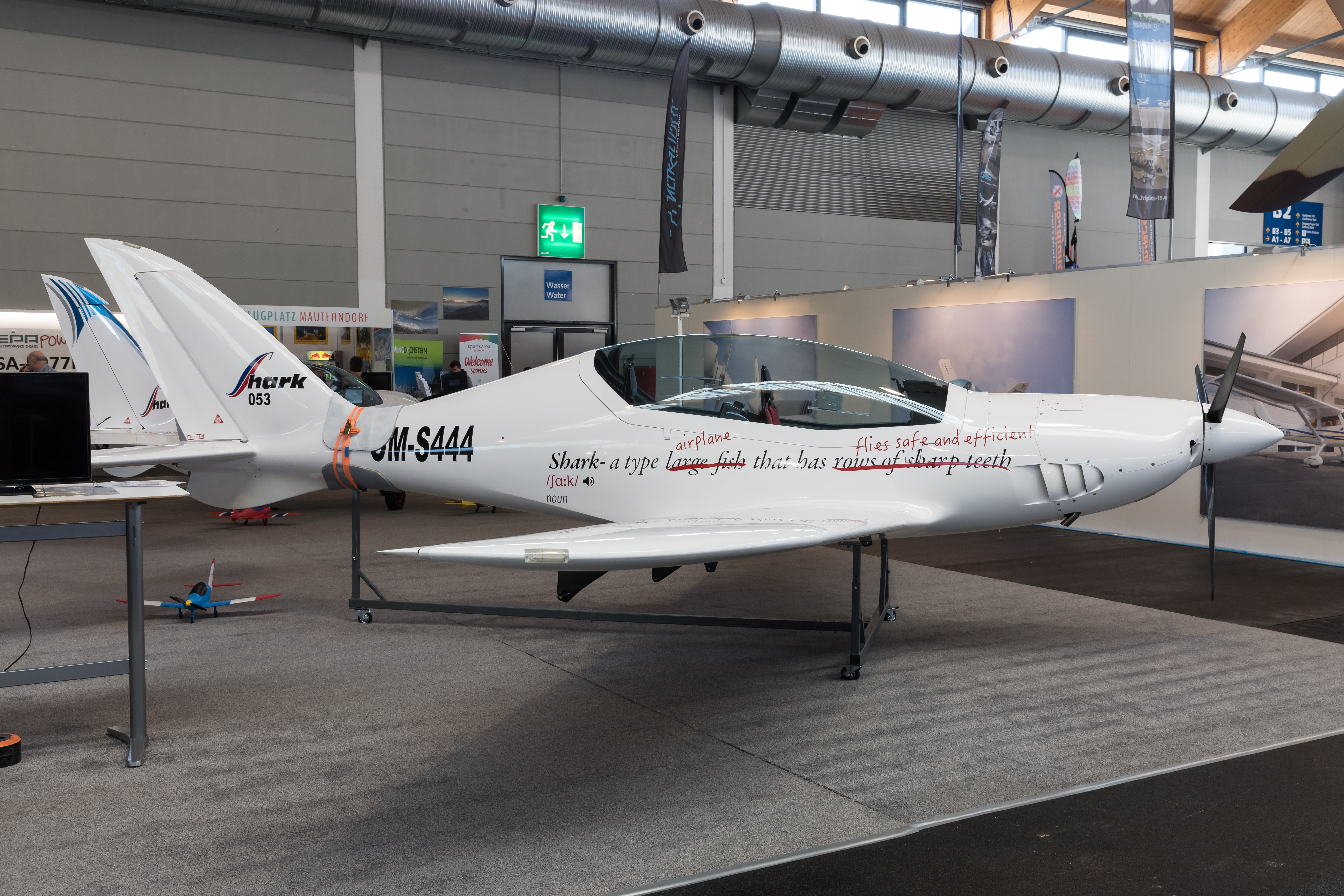
Shark Aero UL

### Rekordversuch
Zara Rutherford konnte als 19-jährige Solo-Pilotin den Rekord der damals 30-jährigen Shaesta Waiz brechen, die 2017 eine Weltumrundung in 145 Tagen durchführte. Und bei ihrer Landung am 20. Januar hatte sie gleich zwei Rekorde im Gepäck.

### Flugzeug
Das Ultraleichtflugzeug Shark Aero UL mit dem Kennzeichen OM-S443 verfügt über einen Verbrennungsmotor Rotax 912 ULS mit 73,5 kW Leistung, der einen verstellbaren Zweiblattpropeller antreibt. Das Fahrwerk ist einziehbar, die Reisegeschwindigkeit beträgt bis zu 260 km/h. Einer der normalerweise zwei Sitze des Modells wurde durch einen zusätzlichen Treibstofftank ersetzt.

### Flugroute
Die Flugroute führte vom Flughafen Kortrijk-Wevelgem in Belgien aus westwärts über Großbritannien, Island, Grönland, Kanada, die amerikanische Ostküste, die Bahamas, Kolumbien, Panama, Costa Rica, Mexiko, die amerikanische Westküste, Alaska, Russland im Fernen Osten, Südkorea, Taiwan, die Philippinen, Malaysia, Indonesien, Singapur, nochmals Indonesien, Sri Lanka, Indien, die Vereinigten Arabischen Emirate, Saudi-Arabien, Ägypten, Griechenland und Bulgarien.
Am 15. Januar 2022 erreichte sie nach dem Start in Sofia – dem Unternehmenssitz des Hauptsponsors ICDSoft – den Flugplatz des Flugzeugherstellers Shark Aero in Senica in der Slowakei. Am 16. Januar 2022 musste sie den geplanten Flug nach Frankfurt-Egelsbach bereits vormittags wegen schlechten Wetters in Benešov abbrechen; bei besseren Wetterbedingungen am 19. Januar 2022 erreichte sie schließlich Frankfurt-Egelsbach. Am 20. Januar 2022 erreichte sie mit der letzten Etappe wieder den Ausgangspunkt, den Flughafen Kortrijk-Wevelgem.